# 催眠フェティシズム
催眠フェティシズム（さいみんフェティシズム、Hypnofetishism）は性的フェティシズムの一種で、催眠術などで相手の肉体や精神を強制的にコントロールするシチュエーションへの執着を指す。しばしばマインドコントロールフェティシズム（Mind control fetishism）とも称される。

## 概要
そもそも西欧文化圏では、夢精や淫夢も悪魔の仕業とされ（サキュバス、インキュバス）眠りの中で自分の意に沿わない性的な陵辱を受けることが一種のファンタジーとして語られてきた。また古典的な戯曲の中にもいわゆる惚れ薬など薬物により相手を操る行為が語られており、相手の精神を支配して意のままにしたいという欲求はかなり古くから存在していた。
1930年代以降の映画やアメリカンコミックといったエンターテイメントには催眠術が取り入れられ、正義の味方が悪の手先になるという描写がされ始める。中にはヒロインが催眠術にかけられ主人公を裏切るといったシーンも多く、またサスペンスドラマにおいてもクロロホルムを浸した布によって口をふさがれ、眠らされたまま誘拐される女性の姿が登場した。
比較的新しい催眠術や麻酔薬というギミック（どちらも当初は見世物小屋で人気を博している）を用いたこれらの演出は科学の発達とともに定着し、相手の心と身体を夢うつつのうちに思いのままにしたいという性的倒錯を生み出した。それが催眠フェティシズムでありいくつかの類型を持っている。主に官能小説やポルノ映画の主題、手法になるが、実際に行なえるかは甚だ疑問ではある。欧米で愛好者が多い。

## 行為の分類

### 催眠
眠らせておいて無抵抗になった相手を好きに陵辱するというタイプ。麻酔薬や酒などを用いるアイディアが一般的である。人形愛（en:Statuephilia）や屍体愛（en:Necrophilia）に近い。

### 精神支配
催眠状態において強力な暗示または刷り込みを行ない、相手の精神を支配するというタイプ。催眠術や薬物がギミックとして用いられ、サディズムやディシプリンの変形とも見なされる。

## 手法の分類

### 催眠術によるもの
催眠は本来、精神医学の治療方法として発達した。患者の忘れていた過去の体験など無意識の記憶や行動を引き出せるとしてもて囃されたが、見世物小屋などでは相手を犬や鳥に思い込ませるなどの芸として広まった（舞台催眠）。そのため、異性に催眠術をかけて意に沿わない衣服の着脱や自慰行為、性行為を行なわせるという妄想が生まれた。
また催眠状態にして、特定のキーワードによって服を脱ぐ・性的に興奮し誰にでも無抵抗に身体を任せるといった暗示をかけておき、正気に戻った後にキーワードを与えると作用が起きる、といったバリエーションもある。

### 機械によるもの
科学の発達により精神をコントロールする方法の選択肢が広がったため、首輪や埋め込み式の無線装置などで行動を制御するというアイディアが生まれている。
近年ではビデオ映像やコンピュータプログラムを用いて催眠状態にするというギミックが取り入れられている。

### 薬物によるもの
古くはクロロホルムなどの麻酔薬を嗅がせて眠ったままの相手を好きなようにするというアイディアが多かった。現在では向精神薬や自白剤といった精神に作用する薬物の存在が知られるようになり、そういった薬物を組み合わせて行動を制御するアイディアが存在している。実際には性的行動を制御するほどの薬理作用は困難であると言える。媚薬や麻薬による単純な性欲の亢進、禁断症状による苦痛をもって支配するというアイディアも根強い愛好者がいる。

### 魔法によるもの
基本的に空想的なフェティシズムなので、魔法というアイディアも古くから存在している。相手を惚れさせる呪文などが多いが魔法薬を用いることもある。惚れ薬などは薬物であるが魔法薬という位置付けなので魔法に含まれることが多い。

### 魔装によるもの
魔装とは、着た者を意のままに操ることができるコスチュームである。一度着ると脱ぐことができず、着た者は発情するという設定になっている。2011年にGIGAからリリースされた特撮AV『黒き魔装の誘惑　汚された聖なる真珠』および後継作品によって確立された。これまでアニメやゲームなどで多用されていた呪われた装備の概念を特撮の技術によって巧妙に実写化したことで、生身の女性が演じることによる「衣装交換」「悪役の女性の体臭をヒロインが嗅ぐ」といったより倒錯的な表現が可能になった。これにより、催眠フェティシズムに加え、ラバーフェティシズムなど「スーツ内に密閉された自身やパートナーの体臭に性的興奮を抱く層」など新たなユーザに訴求できるようになり、新市場が開拓された。